# Ante Cvitanović
Fra Ante Cvitanović (Podaca, kraj Makarske, 17. ožujka 1889. – Sinj, 27. listopada 1944.) bio je hrvatski franjevac franjevačke Provincije Presvetog Otkupitelja, dobrotvor i mučenik.

## Djetinjstvo i mladost
Fra Ante Cvitanović je rođen kao jedno od sedmero djece u obitelji Stipana i Jele Cvitanović (rođene Visković) u Podaci, na Makarskom primorju. U mjesu Bristu pohađa pučku (osnovnu) školu, koju je potom završio u Podaci, 1901.godine, zatim nastavlja školovanje u franjevačkoj klasičnoj gimnaziji u Sinju, koju završava 1908.godine. Studij filozofije je pohađao u Šibeniku, od 1908. do 1910., a studij bogoslovije prvo pohađa u Zaostrogu od 1910. do 1911., da bi ga nastavio u Makarskoj od 1912. do 1913. godine. Svečane je zavjete za svećenika položio u Makarskoj 4. listopada 1913., te je zaređen za svećenika 27. srpnja 1913. godine.

## Svećenička karijera
Dana 25. rujna 1908. stupa u novicijat u franjevačkom samostanu na Visovcu. Pripadao je Franjevačkoj provinciji Presvetog Otkupitelja. U Sinju je župski pomoćnik od 1915. Do 1916., u Sinju je bio i profesor hrvatskog jezika u franjevačkoj klasičnoj gimnaziji u školskoj godini 1916./1917. Potom odlazi u Imotski na mjesto župskog pomoćnika i katekete, 1917. – 1918., zatim u Drveniku (Gradac) na Makarskom primorju, 1918. – 1921., potom odlazi u mjesto Otok kraj Sinja, 1921. – 1927., te u Bastu (Baška Voda) od 1927. – 1928. Zadnje je bio postavljen za župnika u Potravlju, Satriću i Maljkovu (mjestima na pola puta između Sinja i Vrlike), koju je dužnost obnašao od 1928. do mučeničke smrti dana 27. listopada 1944. godine. 
U svojem službovanju mnogi su navodili kako je bio vrijedan, miroljubiv i veliki altruist. Također tvrde da je upravo njegovom zaslugom bila obnovljena župna crkva u Otoku, pokraj Sinja, gdje je tijekom svojeg službovanja istu dao obnoviti, kupio je tri nova zvona, renovirao unutrašnjost te je nabavio za Gospin oltar kip Bezgrešnog Začeća koji je 1925. bio svečano predstavljen i blagoslovljen s dozvolom tadašnjeg splitsko-makarskog biskupa Kvirina Klementa Bonifačića. U svojem je radu uvijek mislio na socijalne probleme župne zajednice, te je u Otoku vodio Hrvatsku seljačku zadrugu.
Nakon Otoka preuzima župu u Bastu (Baška Voda), gdje je bio jedan od onih župnika kojima su stanovnici iskazivali izrazitu naklonost, te zahvaljujući svojoj razboritosti nije nailazio na protivnike ili neprijatelje u svome radu. Ponovno je i u ovoj župi za kratko vrijeme pokrenuo obnovu i renoviranje lokalne crkve sv. Nikole, te je ponajviše njegovom zaslugom sagrađeno pristanište za brodove i parobrode. Njegovu službu u župi Bast - Baška Voda je obilježio i jedan tragični događaj od 17. travnja 1927., kada je zbog olujne ledene bure na Biokovu, iznad Topića, smrtno stradao planinar Maksimilijan Mandl (1894. – 1927.), inače profesor iz Zagreba, dok je drugi planinar, Ivan Prišlina, bio ozlijeđen. Župnik Cvitanović je skupa s mještanima župe učinio sve što je mogao da se što svečanije obavi sprovod stradalnika, te ukaže pomoć i briga drugom stradalom planinaru, za što je Hrvatski Turistički Klub Sljeme iz Zagreba poslao zahvalu župniku i mještanima.Tijelo stradalog planinara Mandla je preneseno u Zagreb, te je isti pokopan na zagrebačkom gradskom groblju Mirogoj, dok je u blizini mjesta nejgove smrti u obroncima Biokova bila postavljena spomen poloča i križ, koji je u narodu prozvan "Mandelov spomenik". 
Nešto kasnije je u ime društva Sljeme iz Zagreba, predsjednik Vjekoslav Cvetišić došao u posjet fra Cvitanoviću te mu je tom prigodom poklonio svoju knjgu "S planina i gora (Zapisci planinama), izdane u Zagrebu, 1925." Tijelo stradalog planinara Mandla je preneseno u Zagreb, te je isti pokopan na zagrebačkom gradskom groblju Mirogoj, dok je u blizini mjesta nejgove smrti u obroncima Biokova bila postavljena spomen poloča i križ, koji je u narodu prozvan "Mandelov spomenik".
Nakon službovanja u župi Bastu - Baška Voda, 1928. poslan je u službu u brdsku župu Potravlje, podno planine Svilaje, te kad je došao u župu, uvidio je kako nema niti jedne škole, te su njegovom zaslugom bile izgrađene u tom periodu tri škole. Tamošnje mlade stanovnike župe je slao u zakladu Hrvatskog radiše, društvo smješteno u Zagrebu, kako bi bi se školovali izučivši zanat i obrt, te tako osposobili za život. Sagledavši situaciju na terenu uvidio je kako postoje tri čimbenika kako se može pomoći stanovnicima župe, iseljavanje u Slavoniju, slanje mladih na izučavanje u Hrvatskog radišu, te kroz navodnjavanje i preoravanje postojećeg polja pokušati povećati poljoprivredne prinose.

## Drugi svjetski rat
Izbijanjem Drugog svjetskog rata u Jugoslaviji, te okupacijom i proglašenjem NDH, župa Potravlje je kao i cijela Cetinska krajina bila većim dijelom pod vlašću talijanskih i njemačkih okupatora te snaga NDH. Tijekom rujna 1943. godine, lokalno srpsko stanovništvo iz Otišića, Vrlike i Knina, koji su otišli u četnike, da bi se neki, na poticanje lokalnih komunista, pridružili partizanima, koji su se organizirali, time sve više dovodeći do dominacije i jačanja partizanskog pokreta u tom kraju s obje strane Cetine, tako i sa strane Svilaje. U samom Potravlju partizani nisu nailazili na veliku podršku među stanovnicima, te je fra Ante Cvitanović, od lokalnog domobranskog zapovjednika u Sinju, za svoje mještane i potrebe seoske straže (milicije) isposlovao oružje za obranu sela, čime se zamjerio lokalnom partizanskom pokretu. U idućem je razdoblju dolazilo do puškaranja, te su partizani imali podršku u susjednom selu, Biteliću, kod nekoliko srpskih obitelji, gdje su smjestili svoju komandu, odakle bi subotom običavali motriti i nišaniti narod koji se vraćao s pazara u Sinju
Dana 24. rujna 1943. pripadnici njemačke 7. dragovoljačke gorske SS divizije Prinz Eugen su počeli vršili odmazdu nad lokalnim stanovništvom Cetinske krajine, te su im lokalni partizani u Brnazama počeli pružati otpor, zbog kojega su mnogi mještani bili poginuli i ranjeni, te su pošli u Sinj tražiti svećenika za ispovijed i pričest, ali im nije htio doći ni gvardijan, a niti župnik ili kapelan, te se kao dragovoljac javio fra Rafo Kalinić, koji je potom stradao na povratku kući, kada ga je zaustavio jedan njemački oficir, odveo u jednu konobu, zatvorivši ga unutra, istu je zapalio, te je u njoj živ izgorio fra Rafo Kalinić.
Zbog daljnih napredovanja partizanskih jedinica, dana 25. listopada 1944., počelo je povlačenje ustaških i domobranskih jedinica iz Sinja prema Splitu, za vojskom su išli brojni civili, te su ih pratila petorica fratara, fra Ivan Bezina, fra Ante Cvitanović, fra Jozo Olujić, fra Ante Romac i fra Vlado Pavlović. Prilikom povlačenja, na cesti u Butigama kod Dicma, na kolonu su zapucali partizani, te su u proboj krenuli ustaše, s kojima je pošao fra Ivan Bezina, dok je ostatak grupe bio zarobljen i sproveden natrag u Sinj.

## Zarobljavanje, odvođenje i mučenička smrt
Dugo vremena su okolnosti i mjesto smrti fra Ante Cvitanovića bili nepoznati, znalo se da je zarobljen i sproveden u Sinj, 25. listopada 1944., ali se nije znalo gdje je i kako skončao svoj život, neki, kao Ivan Majić (1926.) spominjali da je fra Ante bio bačen u Husinu jamu, u predjelu Vaganj, na staroj cesti Sinj - Livno koja vodi preko planine Kamešnica. Da bi primjerice drugi, kao pripadnik partizanskih jedinica, Stipe Prolić (1920.), naveo kako se upravo on spomenutog dana 1944., pozdravio i rukovao baš u Dicmu s fra Antom, ali o suđenju i smaknuću nije puno znao.
  

Kasnije su se s vremenom ipak saznale okolnosti u kojima je ubijen fra Ante Cvitanović. Naime, ispostavilo se da su kolonu iz Dicma, partizani vratili u Sinj, te je stotinjak ljudi bilo izdvojeno, da bi ih potom partizani sproveli prema planini Kamešnici, predjelu iznad Bilog Briga, kod Husine (Gusine) jame, gdje su ih ubili, a tijela bacili u jamu. Fra Antu su prisilili da cijelim putem hoda bos, te je okolnosti ubojstva fra Ante priznao jednom prilikom, jedan bivši pripadnik partizana, koji je u svojem iskazu naveo:
"Ja sam ti sredio i Fra Antu Cvitanovića. A da znadeš kako. Ja bih ga upitao: Fra Ante vjeruješ li u Boga? Kada bi odgovorio - vjerujem - dobio je metak u ruke ili noge. Tako je dobio stotinu metaka, jer mi je stotinu puta odgovorio - vjerujem - i na stotom metku bio je mrtav!" 
U župi sv. Filipa i Jakova apostola u Potravlju kod Sinja, u listopadu 2015., podignut je kameni kip u čast i spomen na župnika fra Antu Cvitanovića, župnika i mučenika.